# 花溪公园站 (贵阳市)
花溪公园站是贵阳轨道交通3号线的地铁车站，位于中华人民共和国贵州省贵阳市花溪区花溪大道与溪北路交叉口北侧，于2023年12月16日开通。

## 车站结构
花溪公园站沿花溪大道南北向设置，为地下二层双岛式站台车站，车站长305米，宽38.9米，车站地下一层为站厅层，地下二层为站台层。3号线使用双岛式站台的外侧轨道，内侧为规划贵阳轨道交通S4线预留轨道，远期可实现双向同台换乘，但S4线仍处于规划状态，目前内侧轨道区被假墙封闭。
| 地面              | 出入口 | A、B、C、D出入口 |
| 地下一层          | 站厅   | 客服中心、自动售票机、验票机 |
| 地下二层          | 站台   | \| \| \| █ 3号线往洛湾（贵州大学） \| \| 島式 · 開左邊车门 \| \| \| \| \| \| 未來 █ S4号线（规划）轨道，现状封闭 \| \| \| \| 未來 █ S4号线（规划）轨道，现状封闭 \| \| 島式 · 開左邊车门 \| \| \| \| \| \| █ 3号线往桐木岭（省委党校）（学士路） \| |
|                   |        | █ 3号线往洛湾（贵州大学） |
| 島式 · 開左邊车门 |        | |
|                   |        | 未來 █ S4号线（规划）轨道，现状封闭 |
|                   |        | 未來 █ S4号线（规划）轨道，现状封闭 |
| 島式 · 開左邊车门 |        | |
|                   |        | █ 3号线往桐木岭（省委党校）（学士路） |

## 车站出口
花溪公园站共设4个出口，各出口及周围设施如下所示：
| 编号                | 出入口信息                                                     | 照片 | 无障碍设施 |
| ------------------- | -------------------------------------------------------------- | ---- | ---------- |
| A · 出口            | 花溪大道，贵阳花溪汽车站                                       |      | 不適用     |
| B · 出口 · （设有） | 花溪大道，花溪国家城市湿地公园                                 |      |            |
| C · 出口            | 花溪大道，林深路，花溪区人民医院，花溪区市场监督管理局溪北分局 |      | 不適用     |
| D · 出口 · （设有） | 花溪大道，溪北路，花溪区妇幼保健院，花溪公园                   |      |            |
| 图例： 设有         |                                                                |      |            |

## 接驳交通

### 公交车
- 花溪湿地公园：401路，花溪2路，花溪8路，花溪18路1号线，花溪18路2号线，花溪20路，花溪24路，402路，花溪403路，长运9路
- 湿地公园南广场：406路

## 车站历史
本站工程名与正式名均为花溪公园站，站名来自车站附近的花溪公园。
- 2021年5月31日，车站主体结构完工[3]。
- 2023年12月16日，车站随3号线一期工程通车开通[2]。